# Tallers Numax
Els Tallers Numax són una antiga fàbrica de ventiladors i altres aparells elèctrics, situada a la plaça de Mañé i Flaquer del barri del Farró de Barcelona.

## Història
El 1917, els alemanys Ernst Ohliger Willmünder, Hermann Legler i Otto Streichhardt van fundar la societat anònima Numax amb un capital de 25.000 pessetes i seu a la plaça de Mañé i Flaquer, 1. Durant la Guerra Civil va ser col·lectivitzada: «Col·lectivitat Obrera Tallers NUMAX. Fabricació de ventiladors, electromotors, timbres, transformadors, quadres indicadors, etc. Plaça Manyé i Flaquer, 1», i després de la contesa va passar a ser una societat comanditària, amb l'enginyer sabadellenc Ramon Arqué i Brujas (1902-1971) com a director.
Ohliger va morir el 1946, i la societat va canviar la denominació a Tallers Numax-Arqué SA, que seria regentada per Arqué fins a la seva mort el 1971. A la dècada del 1950, la fàbrica fou ampliada i modernitzada, i també es van obrir unes noves oficines al carrer de Balmes, 310.
El 1966, Numax es va fusionar amb Fabricaciones Eléctricas Reunidas SA (FERSA), que fabricava electrodomèstics (principalment aspiradores) de la marca Electrospiro al carrer de la Marina, 279, entre els del Rosselló i de Còrsega. El 1977, l'empresa entrà en suspensió de pagaments i, l'any següent, els treballadors van decidir autogestionar-la. Tanmateix, el boicot de la resta del sector va obligar-ne al tancament definitiu el 1979, i el director Joaquim Jordà va fer-ne la pel·lícula Numax presenta....
Tot i que la fàbrica es trobava en un altre indret, el juliol del 2022, el Districte de l'Eixample va acordar batejar amb el nom de Treballadores de la Numax l'interior de l'illa de cases dels carrers de Rosselló, Sardenya, Provença i Sicília, prop de la Sagrada Família, on hi havia hagut el Cine Niza.